# Marga Wiegman
Marga Wiegman (Heerenveen, 8 augustus 1957) is een Nederlandse voormalige baanatlete op de middellange afstanden van atletiekvereniging AV'55 uit Heerenveen. In 1980 werd zij Nederlands kampioene op de 3000 m.

## Biografie
Na de Prinses Julianaschool in Brussel ging Wiegman in 1970 naar de Rijksscholengemeenschap in Heerenveen, waar ze in 1976 slaagde voor het Atheneum A. Van 1980 tot 1990 werkte ze als fysiotherapeute. 
In 2001 behaalde Marga Wiegman haar trainerslicentie loopgroepen en bleef actief voor AV'55. Marga werkte daarna als medisch secretaresse, onder andere in ziekenhuis Tjongerschans in Heerenveen.

## Nederlandse kampioenschappen
| Onderdeel | Jaar |
| --------- | ---- |
| 3000 m    | 1980 |

## Persoonlijke records
| Onderdeel   | Prestatie | Datum            | Plaats     |
| ----------- | --------- | ---------------- | ---------- |
| 100 m       | 12,7 s    | 1975             | Heerenveen |
| 200 m       | 26,0 s    | 1975             | Heerenveen |
| 400 m       | 57,7 s    | 1 augustus 1978  | Groningen  |
| 800 m       | 2.07,4    | 9 juli 1978      | Nijmegen   |
| 1000 m      | 2.49,7    | 1982             |            |
| 1500 m      | 4.20,8    | 8 september 1979 | Roosendaal |
| 1 Eng. mijl | 4.46,5    | 1978             |            |
| 3000 m      | 9.19,0    | 10 augustus 1980 | Sittard    |
| 5000 m      | 17.14,0   | 24 april 1982    | Nijmegen   |
| verspringen | 5,35 m    | 1977             |            |

## Palmares

### 800 m
- 1977: 6e NK - 2.12,03
- 1978: 4e NK - 2.08,3

### 1500 m
- 1978:  NK indoor - 4.38,1
- 1978:  NK – 4.27,0
- 1979:  NK indoor – 4.29,6
- 1979: 4e NK – 4.22,0
- 1980:  NK – 4.22,8
- 1981: 4e NK indoor - 4.33,5

### 3000 m
- 1979:  NK – 9.31,3
- 1980:  NK – 9.19,0

### 5000 m
- 1982:  NK - 17.14,0

### veldlopen
- 1978: 5e Warandeloop - 9.01
- 1979: 5e Warandeloop - 8.44
- 1979: 5e NK te Beek (3990 m) - 15.24,9
- 1980: 8e NK te Hulst (4460 m)
- 1980:  Woldbergloop
- 1981: 5e NK te Wassenaar (4500 m) - 17.44,9
- 1982: 10e NK te Norg (4500 m)
- 1982:  Woldbergloop